# Алиев, Заур Али оглы
Заур Али оглы Алиев (азерб. Əliyev Zaur Əli oğlu; род. 1981) — судья Верховного суда Азербайджана.

## Биография
Родился в 1981 году. В 2001 году окончил юридический факультет Бакинского государственного университета. В 2005 году окончил магистратуру того же факультета.
С 2003 по 2004 год являлся следователем отдела дознания полицейского управления Хатаинского района г. Баку. С 2004 по 2006 год являлся следователем отдела дознания полицейского управления Наримановского района г. Баку.
С 2006 по 2013 год являлся следователем управления дознания Министерства юстиции Азербайджана.
С 4 октября 2013 года по 2018 год являлся судьёй Сабаильского районного суда г. Баку.
Со 2 ноября 2018 года по 2020 год являлся судьёй Бакинского Апелляционного суда.
Судья коллегии по гражданским делам Верховного суда Азербайджана (с 5 мая 2020).
Член квалификационной комиссии адвокатов (с 2023).

## Награды
- Медаль «Прогресс» (11 февраля 2023)[4]